# Vrijheid van vestiging

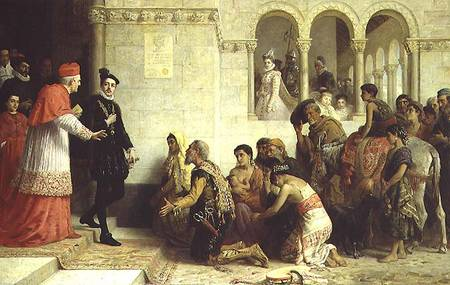
Zigeuners zonder vrijheid van vestiging smeken tegen uitzetting in Spanje (1872)

Vrijheid van vestiging is een recht dat aan natuurlijke personen of bedrijven kan worden verleend.
In de Europese Unie bestaat voor ingezetenen vrijheid van vestiging sinds 1993 en is het verbonden met het recht op vrijheid van verkeer. Natuurlijke personen beschikken volgens EU-richtlijn 2004/38 over vrijheid van vestiging mits zij over een goede ziektekostenverzekering beschikken en het land waarin zijn wonen niet onnodig tot last zijn.